# 吉田新吾
吉田 新吾（よしだ しんご、1912年10月30日 - 1966年10月28日）は、日本の英文学者。

## 人物・来歴
広島高等師範学校卒。旅順の中学校で英語教師を務めたのち、1942年京都帝国大学文学部英文科入学、46年卒業。64年「チョーサー研究」で京都大学文学博士。大阪市立大学文学部助教授、英文科主任教授。専門はチョーサー。

## 著書
- 『英文解釈法 文法中心』（数学研究社、高校学習叢書) 1948
- 『英語重要熟語集 範例附』（数学研究社） 1948
- 『英文法演習』（数学研究社、高校文科全書） 1950
- 『チョーサー研究』（あぽろん社） 1966

## 編纂
- 『英語入試問題集 昭和23年度・昭和22年度』（編、數學研究社） 1948.10

## 翻訳
- 『言論と自由 アリオパヂティカ』（ジョン・ミルトン、上野精一,石田憲次共訳、新月社、英米名著叢書） 1948、のち改題『言論の自由』（岩波文庫）
- 『キャンタベリー物語』（ヂェフリー・チョーサー、創元社） 1949